# يويشي ناكانيشي
يويشي ناكانيشي هو سياسي ياباني، ولد في 23 سبتمبر 1917 في كيوتو في اليابان، وتوفي في 2 فبراير 1994 في كانازاوا في اليابان. نشط حزبياً في الحزب الليبرالي الديمقراطي الياباني.